# Parti d'action nationale (Salvador)
Pour les articles homonymes, voir PAN et Action nationale.
Le Parti d'action nationale (espagnol : Partido Acción Nacional) est un parti politique au Salvador. Il a d'abord contesté les élections nationales en 1956. Cependant, Roberto Edmundo Cannessa, son candidat à l'élection présidentielle a été disqualifié, alors qu'aux élections législatives il n'a pas remporté de siège, alors qu'il était le seul parti à se présenter contre le Parti révolutionnaire de l'unification démocratique. Il ne s'est pas présenté aux élections de 1958, mais est revenu en 1960, échouant à nouveau à remporter un siège contre le PRUD. Il n'a pas non plus remporté de siège aux élections de l'Assemblée constitutionnelle en 1961.
Le parti n'a pas participé à une autre élection jusqu'en 2000, lorsqu'il a remporté deux sièges aux élections législatives de cette année-là. Cependant, il les a perdus tous les deux aux élections de 2003.